# 24495 Degroff
24495 Degroff este o planetă minoră (asteroid) din Mars-crossing asteroid⁠(d). A fost descoperită pe 2 ianuarie 2001 la Stația Anderson Mesa de Lowell Observatory Near-Earth-Object Search. 
Obiectul prezintă o orbită caracterizată de o semiaxă mare de 2,171436 UAi, o excentricitate de 0,36, o înclinație de 29,7431 ° în raport cu ecliptica.